# Židé v Dánsku
Židovská komunita v Dánsku tvoří menšinu s historií datující se do 17. století. Dánsko bylo vůbec prvním skandinávským státem, který umožnil Židům usazovat se na jeho území. Svého největšího početního rozmachu dosáhla místní komunita před druhou světovou válkou, kdy v zemi žilo na 8000 Židů. Díky pomoci dánského hnutí odporu (Modstandsbevægelsen) a mnoha obyčejných občanů se podařilo během války většinu dánského židovstva evakuovat do neutrálního Švédska. Současné údaje o počtu Židů žijících v Dánsku se různí. Podle Aarhuské univerzity se k roku 2012 jednalo o 2400 osob, zatímco American Jewish Year Book uvádí 6400 osob. Většina členů komunity žije v hlavním městě Kodaň a okolí, menší skupiny ve městech Aarhus a Odense.

## Historie

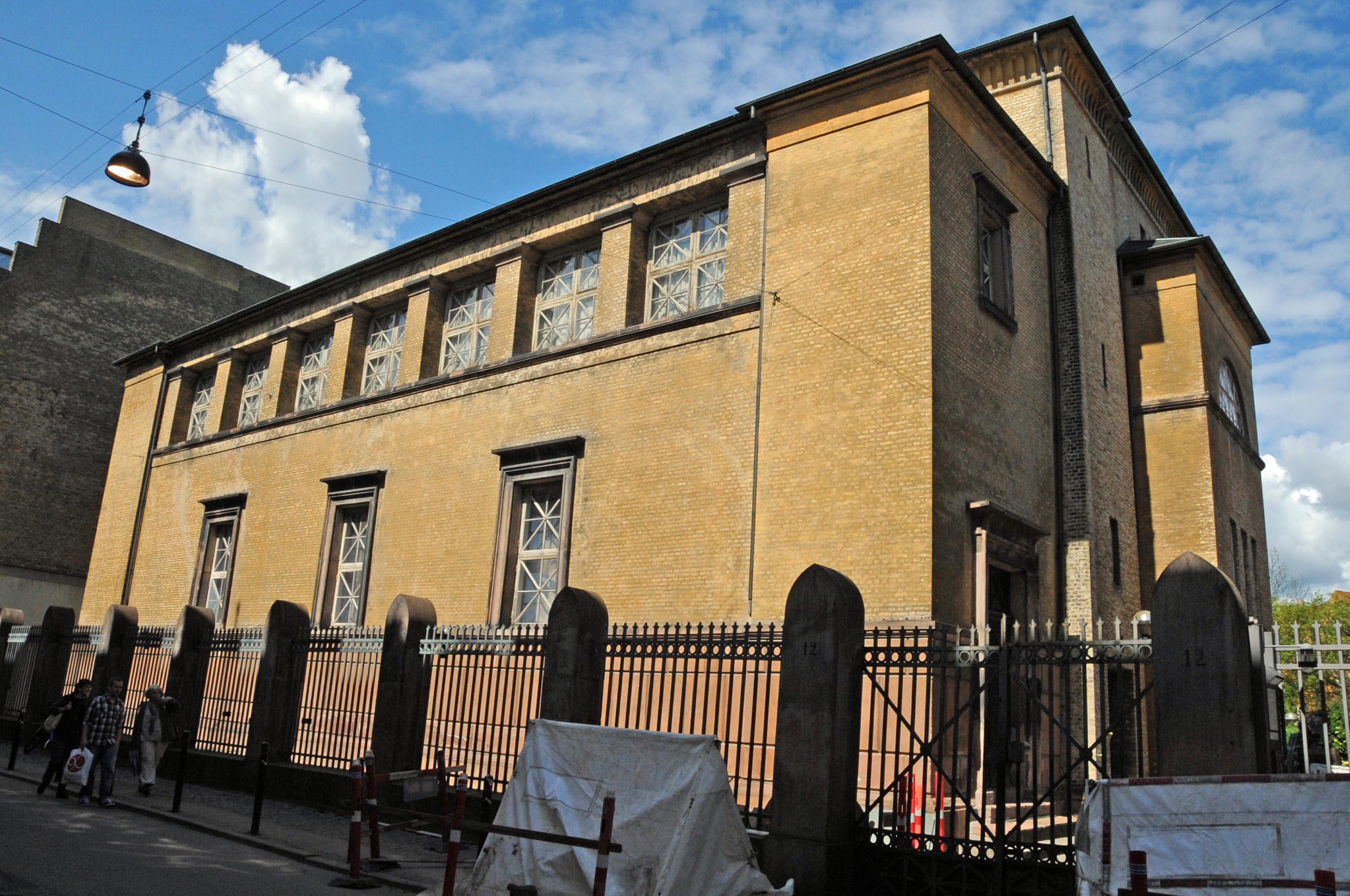
Velká synagoga v Kodani

V rámci středověkého dánského umění se dochovala vyobrazení židů (s viditelně špičatými čepicemi), neexistuje však žádný důkaz, že by v tomto období v Dánsku skutečně žili. Se završením dánské reformace v roce 1536 byl židům a katolíkům zakázán vstup do země. První židovské osídlení na území Dánska bylo umožněno královskou výjimkou. Tu udělil Kristián IV. židovskému obchodníkovi Albertu Dionisovi k usídlení ve městě Glückstadt (tehdy byla oblast Šlescvicka-Holštýnska součástí Dánska), které král založil při řece Labi. Zároveň v listopadu 1622 vyzval sefardské Židy z Amsterdamu a Hamburku, aby se ve městě usadili. V roce 1628 byl jejich status formalizován příslibem ochrany, práva na vlastní bohoslužby a zřízení židovského hřbitova. Dionisis později získal zvláštní status v rámci dánského královského dvora. Obdobný status získal i Gabriel Gomez, který Kristiánova nástupce Frederika III. přesvědčil, aby umožnil sefardským Židům usazení v Dánsku za účelem obchodování. V následujících letech se v království usadila i skupina aškenázských Židů.

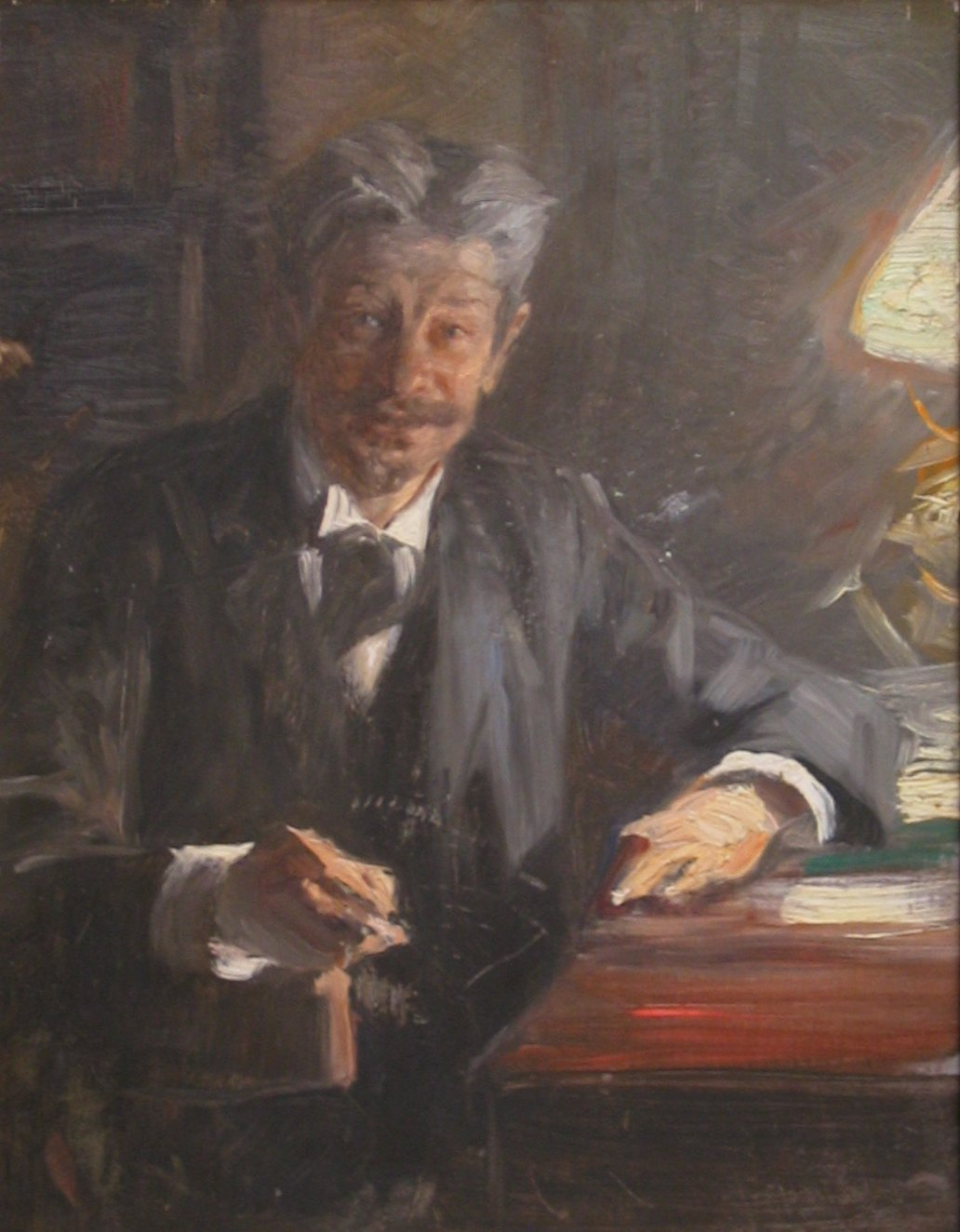
Dánský myslitel a literární kritik Georg Brandes (1842–1927) patřil mezi významné osobnosti dánské židovské komunity

Po nákladné třicetileté válce (1618–1648) proměnil Frederik III. Dánsko v absolutistickou monarchii. Za účelem podpory obchodu vyzval k židovskému přistěhovalectví. První židovská komunita vznikla roku 1682 v nově založeném městě Fredericia a o dva roky později byla v Kodani založena židovská komunita. V letech 1684 až 1686 zastával kodaňský Žid Gabriel Milan funkci guvernéra Dánské Západní Indie (od roku 1917 známé jako Americké Panenské ostrovy). V 17. století byli Židé v Dánsku aktivní mimo jiné jako finančníci a šperkaři. K roku 1780 žilo v Dánsku zhruba 1600 Židů, jejichž pobyt však byl povolen pouze na základě jejich majetkové situace. Byli vystaveni společenské a ekonomické diskriminaci a po krátké období v roce 1782 byli též nuceni navštěvovat luteránské bohoslužby. Nemuseli však žít v ghettech a měli jistou míru autonomie. Do konce 18. století byla dánská židovská komunita striktně ortodoxní. V roce 1814 byla Židům přiznána občanská rovnost a v roce 1849 získali plné občanství.
V letech 1860 až 1870 žilo v Dánsku na 6000 Židů, z nichž přibližně 2500 žilo v Kodani. S příchodem židovského osvícenectví do Dánska koncem 18. století král zavedl množství reforem k usnadnění integrace židovského obyvatelstva do dánské společnosti. Židé tak mohli býti členy cechů, studovat na univerzitách, kupovat nemovitosti a mít vlastní školy. Napoleonské války vedly k úplné emancipaci dánského židovstva. V roce 1819 v Dánsku proběhly několik měsíců trvající antisemitské nepokoje, nevyžádaly si však žádné oběti. Počátek 19. století představoval rozkvět dánsko-židovského kulturního života. Počátkem 30. let byla postavena Velká synagoga v Kodani a do popředí se dostala řada židovských osobností. Patřili mezi ně například mecenáš umění a redaktor Mendel Levin Nathanson, spisovatel Meïr Aron Goldschmidt, zakladatel deníku Politiken Edvard Brandes, jeho bratr a literární kritik Georg Brandes (měl velký vliv na norského dramatika Henrika Ibsena), Henri Nathansen a další. Židé byli též aktivní v politice již zmíněný Edvard Brandes například působil jako ministr financí, zatímco Herman Trier zastával funkci poslance.
Sílící integrace urychlovala asimilaci dánského židovstva, která se projevovala mimo jiné vysokým podílem smíšených manželství. Ta, ve spojitosti s nízkou porodností, vedla k poklesu počtu dánských Židů, kterých bylo k roku 1901 celkem 3500. Počátkem 20. století způsobil značnou proměnu dánského židovstva příchod asi 3000 židovských uprchlíků z východní Evropy. Ti byli k odchodu ze svých domovů motivováni sérií událostí, mezi něž patřil například Kišiněvský pogrom (1903), Rusko-japonská válka (1904), či řada ruských revolucí. Politickou orientací byli spíše levicově smýšlející, sekulární, a v Dánsku založili jidiš divadlo a několik novin vycházejících v tomto jazyce. Počátkem 20. let Dánsko další imigraci znemožnilo. I tak v souvislosti se vzestupem nacismu našlo v Dánsku útočiště malé množství Židů z Německa, Rakouska a Československa.

### Druhá světová válka
V dubnu 1933 měl dánský král Kristián X. navštívit Velkou synagogu v Kodani u příležitosti stého výročí její existence. Jelikož se však jen o tři měsíce dříve dostal v Německu k moci Adolf Hitler, navrhli představitelé židovské komunity králi, aby svou návštěvu odložil. Ten na ní však trval a stal se tak prvním skandinávským monarchou, který navštívil synagogu.
Po vypuknutí druhé světové války Dánsko deklarovalo neutralitu a podepsalo s nacistickým Německem dohodu o neútočení. Přesto nakonec Německo 9. dubna 1940 království napadlo v rámci operace Weserübung, a to bez většího odporu do 24 hodin kapitulovalo. Následná okupace Dánska byla unikátní ve své mírnosti. Vláda i parlament nadále fungovaly a Kristián X. zůstal v čele státu. Nacistická propaganda uváděla Dánsko za příklad „modelového protektorátu“. Až do konce srpna 1943 zůstalo dánské židovstvo z velké části chráněno před jakoukoli perzekucí. Dříve téhož roku však došlo ke změně ve vnímání německé okupace. Německé porážky v bitvě u Stalingradu a v severní Africe naznačovaly, že okupace by nemusela trvat věčně. Dánské hnutí odporu tak zintenzivnilo své aktivity proti Německu, zejména pak sabotáže. Došlo k několika celostátním stávkám a nepokojům. Německá okupační správa požadovala po dánské vládě zakázání stávek, vyhlášení zákazu vycházení a trestání sabotáží trestem smrti. Ke splnění svých požadavků stanovila ultimátum do 28. srpna. Vláda vnímala německé požadavky jako neakceptovatelné porušení národní suverenity a vyhlásila nouzový stav. Okupační správa v reakci na to zadržela 100 prominentních Dánů, včetně vrchního rabína, načež dánská vláda 29. srpna 1943 rezignovala.

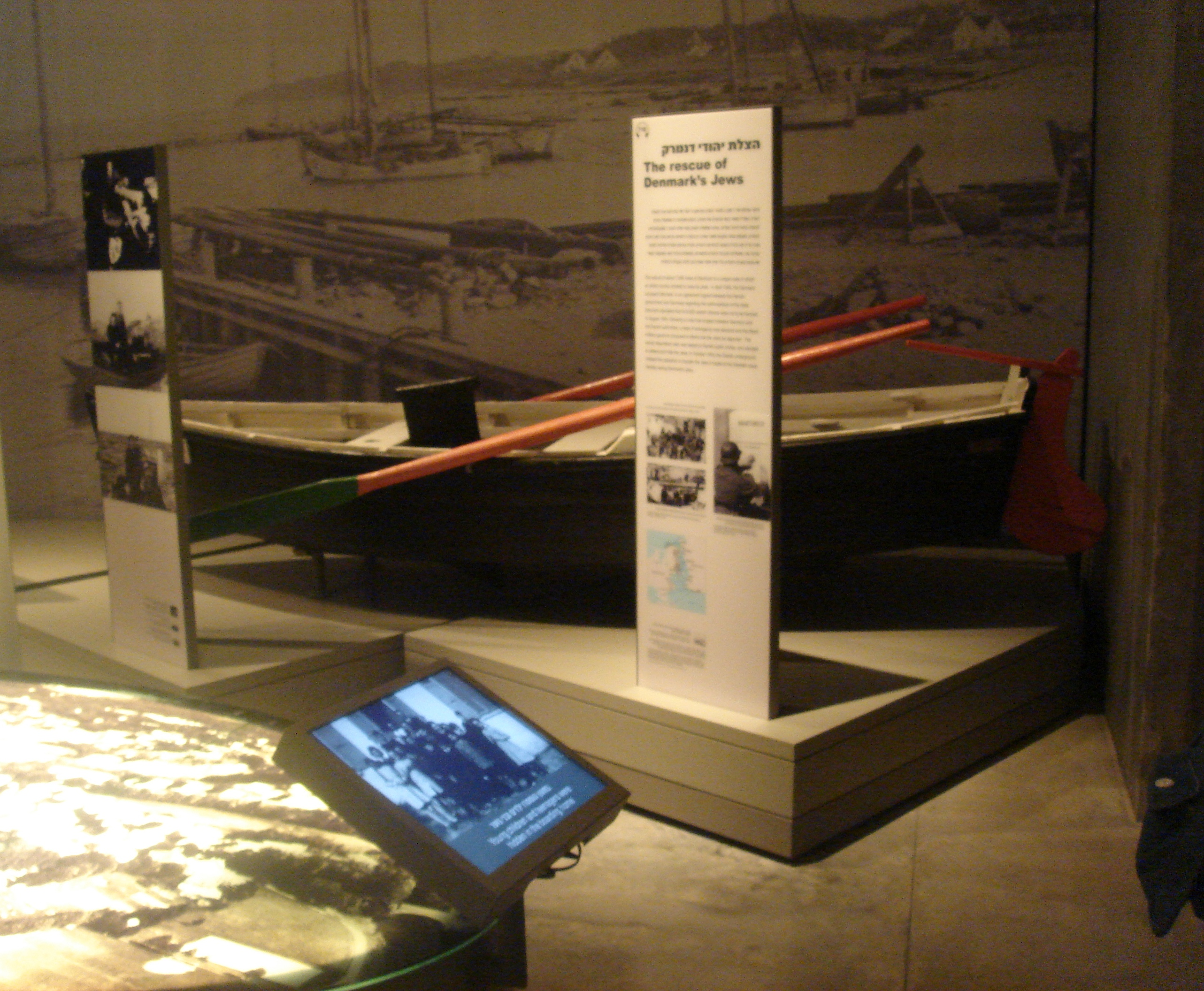
Rybářský člun, kterým byli dánští Židé pašováni do Švédska v expozici památníku Jad vašem v Izraeli

Okupační správa následně poté vyhlásila stanné právo a dosud chráněné dánské židovstvo čelilo deportaci do koncentračních táborů. Německý diplomat Georg Ferdinand Duckwitz, který byl zpraven o plánech na deportaci dánských Židů, vyzradil tuto informaci předsedovi dánské Sociálnědemokratické strany Hansi Hedtoftovi. Ten následně kontaktoval dánské hnutí odporu a představitele židovské komunity. Záchrana dánského židovstva probíhala jak organizovaně hnutím odporu, tak spontánně obyčejnými Dány. Většině, tedy více než sedmi tisícům dánských Židů se podařilo uprchnout do Švédska v rybářských člunech přes průliv Øresund. Při vlně zatýkání, která proběhla 1. října 1943 (ten připadal na židovský svátek Roš ha-šana) bylo zatčeno 202 osob. Nakonec bylo dohromady 464 Židů deportováno do koncentračního tábora Terezín. V průběhu jejich věznění se dánské úřady přimlouvaly v jejich prospěch (obdobně jako u ostatních Dánů vězněných Němci) a posílaly jim potraviny. Ze 464 deportovaných Židů jich zahynulo 49.
S osudem dánského židovstva za druhé světové války se pojí městská legenda, podle níž si měl král Kristián X. během německé okupace připnout na oděv žlutou Davidovu hvězdu, jakožto vyjádření solidarity k dánskému židovstvu. Tato pověst však není pravdivá, jelikož dánští Židé nemuseli Davidovu hvězdu na oděvu nosit. Pramení pravděpodobně z britské zprávy z roku 1942 v níž hrozil, že Davidovu hvězdu bude nosit, pokud by k témuž byli nuceni dánští Židé. Král však financoval tajný přesun židovstva do neutrálního Švédska, kde mělo uniknout nacistické persekuci.

### Poválečné období

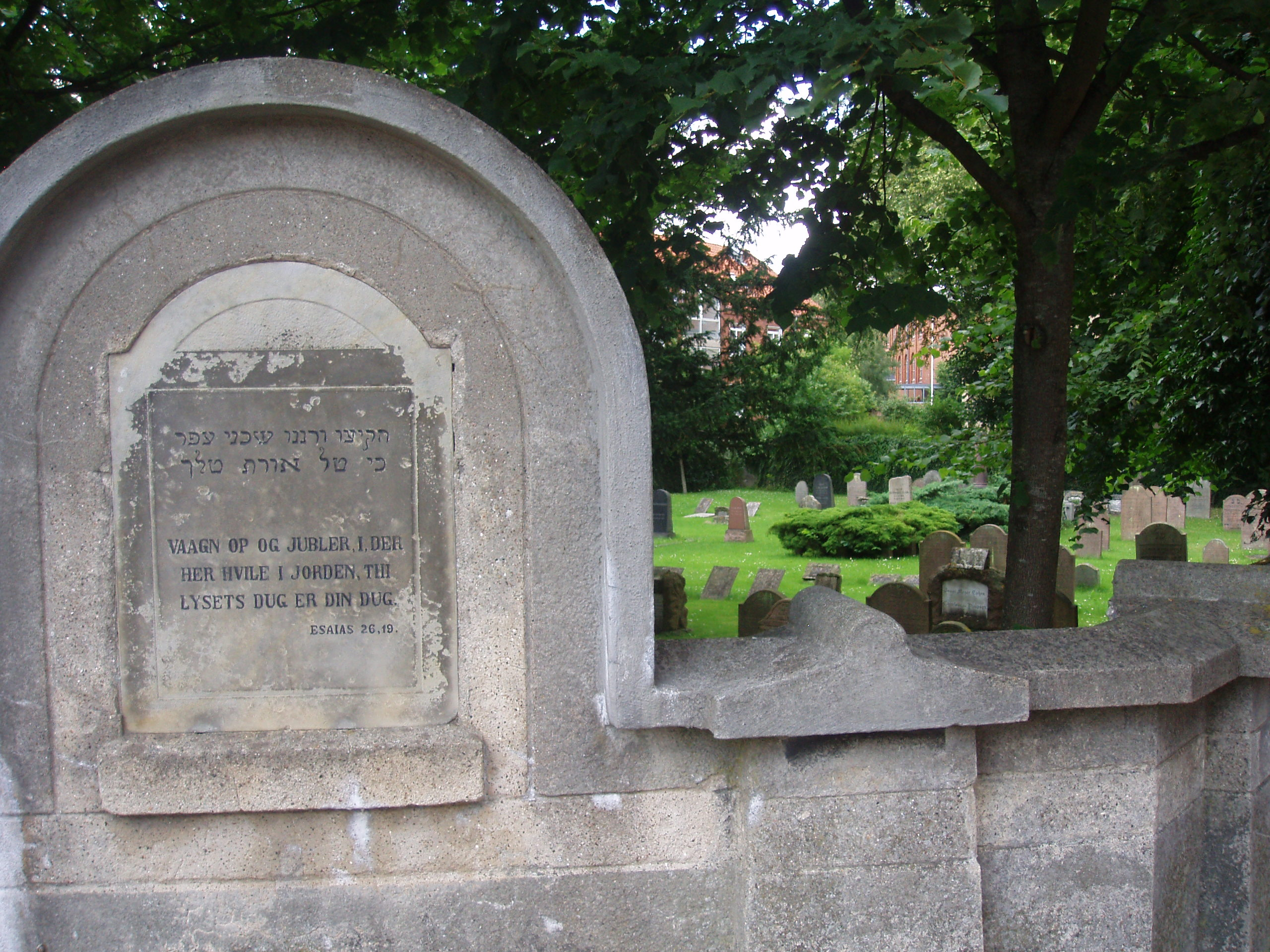
Židovský hřbitov v Aalborgu

Po druhé světové válce došlo k obnovení židovské komunity a návratu dánských Židů ze Švédska. V roce 1968 dánské židovstvo posílilo zhruba 2500 židovských uprchlíků z Polska, kteří utekli před komunistickou perzekucí. Roku 1983 se dánská královna Markéta II. zúčastnila slavnostní bohoslužby ve Velké synagoze u příležitosti 150. výročí její existence.
Údaje o počtu Židů žijících v Dánsku na počátku 21. století se různí. Podle Aarhuské univerzity se k roku 2012 jednalo o 2400 osob, American Jewish Year Book uvádí 6400 osob, zatímco jiný průzkum hovoří až o 8000 osobách. Dánská židovská komunita je dobře integrovaná do většinové společnosti. Většina jejích členů žije v Kodani a okolí. Menší komunity jsou též v Aarhustu a Odense. Dva nejstarší židovské hřbitovy, asi 300 let staré, se nacházejí ve městech Fredericia a Nakskov.
V Dánsku jsou tři činné synagogy, přičemž všechny se nachází v Kodani. Velká synagoga je zároveň sídlem vrchního rabína a rabinátu. Hned vedle ní se nachází židovské komunitní centrum, kde má své sídlo většina židovských organizací a institucí. Existuje zde též mikve, provozovaná ortodoxní komunitou Machsike Hadas, která využívá menší synagogu. Od roku 2001 v Dánsku působí progresivní komunita Šir Chacafon. Aktivní zde je i hnutí Chabad. V Dánsku lze bez problémů zakoupit košer potraviny a země vyváží košer maso do Švédska a Norska, kde židovská rituální porážka (šchita) není povolena.
V království působí rovněž množství židovských organizací. Od počátku 20. století je v Dánsku aktivní sionistické hnutí; roku 1902 byl založen Dansk Zionistforbund (Dánská sionistická federace) a během první světové války přesunul Světový sionistický kongres své sídlo do Kodaně. Od roku 1912 v království existuje lóže B'nai B'rith. Z dalších organizací v Dánsku působí například Židovský národní fond (KKL), Mezinárodní ženská sionistická organizace (WIZO), sportovní klub Makabi a mládežnické hnutí Bnej Akiva.
Od roku 1805 existuje v Kodani židovská škola Carolineskolen, kde studuje asi 200 žáků ve věku od 6 do 16 let. Od roku 2004 v témže městě funguje Dánské židovské muzeum. V dánštině vychází několik židovských periodik. Patří mezi ně například Rambam (zaměřující se na dánsko-židovskou historii), Alef (deník týkající se židovské kultury), časopis Jodisk Orientering a dvouměsíčník Goldberg.
Na počátku druhého desetiletí 21. století je situace v dánské židovské komunitě napjatá v důsledku rostoucích protiizraelských nálad a nepřátelství ze strany muslimských přistěhovalců. V zemi přibývá antisemitských útoků (mezi lety 2009 a 2012 vzrostl jejich počet dvojnásobně). K protižidovským útokům, jak fyzickým, tak verbálním, dochází převážně ze strany muslimských přistěhovalců. Izraelští diplomaté v minulosti varovali izraelské turisty cestující do Dánska, aby pokud možno na veřejnosti nenosili jarmulky, a rovněž tak představitele dánské židovské komunity vyzvali své členy k obezřetnosti. Vzestup antisemitismu však má za důsledek odchod Židů do zemí, kde mohou žít relativně bezpečněji, jako jsou Spojené státy, Izrael či Spojené království.